# Allobates nidicola
Allobates nidicola är en groddjursart som först beskrevs av Caldwell och Lima 2003.  Allobates nidicola ingår i släktet Allobates och familjen Aromobatidae. IUCN kategoriserar arten globalt som otillräckligt studerad. Inga underarter finns listade i Catalogue of Life.